# 灵泉镇 (石楼县)
灵泉镇，是中华人民共和国山西省吕梁市石楼县下辖的一个乡镇级行政单位。

## 行政区划
灵泉镇下辖以下地区：
城镇社区、城关村、塔底村、王村、二郎坡村、东庄村、岔沟村、胡家峪村、关头村、薛家垣村、板桥村、龙台村、谭庄村、宋家沟村、车家坡村、营房村、南沟村、肖家塌村、西卫村、马门庄村、马村、孟家塔村、韦子沟村、庄里村、刘家塌村、塌子上村、东卫村、木挪村、郭村、高家坡村、贾家沟村、殿底峪村和马家坪村。